# 朝日町 (福井県)
朝日町（あさひちょう）は、かつて福井県丹生郡にあった町。
2005年2月1日、同郡宮崎村、越前町、織田町と新設合併し、越前町の一部となった。
ホッケーの町・マリンバの町として知られていた。

## 地理
福井県の中部にあり、鯖江市の西側に位置していた。
- 山：越知山

### 隣接していた市町村
- 福井市
- 鯖江市
- 丹生郡清水町、織田町、宮崎村

## 歴史
- 1889年（明治22年）4月1日 - 町村制の施行により、気比庄村、馬場村、市村、田中村、乙坂村、栃川村、宝泉寺村、天王村、西田中村、内郡村、朝日村、上川去村、佐々生村、開発村及び岩永村の区域をもって、朝日村が発足する。
- 1946年（昭和21年）10月1日 - 朝日村が町制施行して、朝日町となる。
- 1947年（昭和22年）10月25日 - 昭和天皇の戦後巡幸。朝日小学校校庭に丹生郡奉迎場が設けられ、大雨の中で昭和天皇を迎えた[1]。
- 1951年（昭和26年）4月1日 - 常磐村の区域の内、大字境野、大字茱原、大字頭谷、大字青野及び大字金谷の区域を編入する。
- 1955年（昭和30年）3月31日 - 朝日町及び糸生村が合併して、改めて朝日町が発足する。
- 2005年（平成17年）2月1日 - 越前町、朝日町、織田町及び宮崎村が合併して、改めて越前町が発足する。

## 行政
- 町長 西山良忍

## 姉妹都市・友好都市
- 姉妹都市
  - 福岡県山門郡瀬高町（現・みやま市）
  - 愛知県西尾市

## 産業
- 主な産業：マリンバ製造、福井県で唯一のお茶等製造（越前茶）
- 特産品：かぼちゃ・干椎茸

## 教育
小・中学校は合併後、名称変更がされている。

### 高等学校
- 福井県立丹生高等学校

### 中学校
- 朝日町立朝日西中学校（越前町立糸生中学校）
- 朝日町立朝日東中学校（越前町立朝日中学校）

### 小学校
- 朝日町立朝日西小学校（越前町立糸生小学校）
- 朝日町立朝日東小学校（越前町立朝日小学校）
- 朝日町立朝日南小学校（越前町立常磐小学校）

## 交通

### 鉄道
なし。1973年まで町内に福井鉄道鯖浦線が通じていた。また、南越線は当初当町を目指して建設されたが、結局は未成線となっている。

### 道路
- 高速道路
  - なし（最寄のインターチェンジは北陸自動車道鯖江IC）
- 一般国道
  - 国道417号
- 県道
  - 福井県道3号福井大森河野線
  - 福井県道28号福井朝日武生線
  - 福井県道184号別所朝日線
  - 福井県道185号鯖江清水線
  - 福井県道187号寺朝日線
  - 福井県道189号青野鯖江線
  - 福井県道263号糸生宮崎線

## 娯楽
- 朝日東映劇場 - 映画館

## 名所・旧跡・観光スポット・祭事・催事
- 幸若舞 - 朝日町が発祥地
- あさひまつり
- 朝日山古墳群
- 八坂神社
- 竜生寺
- 泰澄の杜

## 著名な出身者
- 藤木久三（実業家、株式会社ありあけ代表取締役会長）愛知県名古屋市生まれ
- 西川一誠（政治家、福井県知事）

## ゆかりのある人物
- 杉原千畝（外交官）- 幼少期の一時期、旧朝日村で過ごした。